# Ján Marko
Ján Marko (6. září 1920 Točnica - ???) byl slovenský a československý politik Komunistické strany Slovenska, v 50. a 60. letech poslanec Slovenské národní rady a člen Sboru pověřenců, v 70. a 80. letech za normalizace poslanec Sněmovny národů a Sněmovny lidu Federálního shromáždění, ministr vlád ČSSR, včetně funkce ministra zahraničních věcí na přelomu 60. a 70. let.

## Biografie
Pocházel z malorolnické rodiny. V letech 1942–1947 absolvoval Vysokou školu ekonomickou v Bratislavě, pak v letech 1947–1954 pracoval v podniku Slovenské magnezitové závody (od roku 1951 jako jejich ředitel). Roku 1954 se stal členem Krajského výboru KSS v Banské Bystrici. Ve volbách roku 1954 byl zvolen do Slovenské národní rady. V letech 1954–1959 působil jako pověřenec financí, v období let 1959–1960 coby místopředseda Sboru pověřenců. V letech 1960–1962 byl opět ředitelem Slovenských magnezitových závodů. V letech 1963–1965 zastával post pověřence techniky a v letech 1963–1968 i místopředsedy SNR. V této době (1965–1968) zasedal rovněž ve vládě Československa jako ministr bez portfeje ve vládě Jozefa Lenárta. Mandát v SNR obhájil ve volbách roku 1960 (volební obvod Dolný Kubín) a volbách roku 1964.
V letech 1949–1986 se uvádí jako účastník zasedání Ústředního výboru Komunistické strany Slovenska. V letech 1966–1968 byl členem ÚV KSS. Zastával i posty v celostátní komunistické straně. X. sjezd KSČ ho zvolil za člena Ústředního výboru Komunistické strany Československa. Ve funkci člena ÚV KSČ ho pak potvrdil XI. sjezd KSČ. XII. sjezd KSČ ho zvolil do funkce kandidáta ÚV KSČ. Do ústředního výboru ho opět zvolil Vysočanský sjezd KSČ (pak kooptován 26. září 1968), XIV. sjezd KSČ, XV. sjezd KSČ, XVI. sjezd KSČ a XVII. sjezd KSČ.
V lednu 1968 zasedl v pracovní komisi Slovenské národní rady, která se z ekonomického úhlu pohledu zabývala státoprávním postavením Slovenska, a podílel se na debatách okolo federalizace Československa.
V letech 1969–1971 byl ministrem zahraničních věcí ČSSR v druhé vládě Oldřicha Černíka, třetí vládě Oldřicha Černíka a první vládě Lubomíra Štrougala. Roku 1970 a znovu roku 1980 obdržel Řád republiky.
Dlouhodobě zasedal v nejvyšším zákonodárném sboru. Po provedení federalizace Československa usedl v lednu 1969 do Sněmovny národů Federálního shromáždění. Do federálního parlamentu ho nominovala Slovenská národní rada. Křeslo ve FS získal i ve volbách roku 1971 (volební obvod Středoslovenský kraj), kdy ale přešel do Sněmovny lidu. Opětovně byl zvolen ve volbách roku 1976 (obvod Ružomberok). Ve volbách roku 1981 se vrátil do Sněmovny národů a mandát v ní získal i ve volbách roku 1986. V parlamentu setrval až do ledna 1990, kdy v rámci procesu kooptace do Federálního shromáždění po sametové revoluci ztratil poslanecký mandát.